# Mariahilf

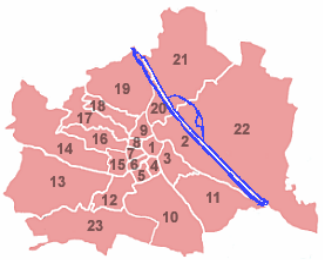
Wiens distrikt. Mariahilf har nummer 6.

Mariahilf är ett distrikt (tyska: Gemeindebezirk) i Österrikes huvudstad Wien. Wien är indelat i 23 distrikt och Mariahilf har distriktsnummer 6. Genom distriktet går Mariahilfer Strasse, som är dess huvudgata.
Antalet invånare är 31 000. Arean är 1,5 kvadratkilometer. Mariahilf gränsar till distrikten Innere Stadt, Wieden, Margareten, Meidling, Rudolfsheim-Fünfhaus och Neubau. 